# Asilus agrius
Asilus agrius är en tvåvingeart som beskrevs av Walker 1849. Asilus agrius ingår i släktet Asilus och familjen rovflugor. Inga underarter finns listade i Catalogue of Life.